# Giana Sisters: Twisted Dreams
Giana Sisters: Twisted Dreams – komputerowa gra platformowa wydana przez Black Forest Games. Jest to następca gry The Great Giana Sisters wydanej w 1987 na platformę Commodore 64. Gra powstała dzięki zbiórce pieniędzy w Kickstarterze.

## Ścieżka dźwiękowa
Ścieżka dźwiękowa do gry została wykonana przez szwedzki zespół metalowy Machinae Supremacy oraz przez niemieckiego kompozytora Chrisa Hülsbecka. Chris Hülsbeck był twórcą oryginalnej ścieżki do Giana Sisters.

## Fabuła
Maria zostaje porwana przez gigantycznego smoka do Dream Landu. Jej siostra Giana udaje się za nią by ją uratować. Przechodzenie kolejnych etapów jest możliwe dzięki przemianie między dwoma jaźniami Giany - „punkową” lub „słodką”. Gracz musi sprawnie przełączać się między nimi aby pokonać elementy mapy które różnią się  w obu przypadkach. 